# Marigny-sur-Yonne
Marigny-sur-Yonne è un comune francese di 214 abitanti situato nel dipartimento della Nièvre nella regione della Borgogna-Franca Contea.

## Società

### Evoluzione demografica
Abitanti censiti